# Mains s'envolant vers les constellations
Mains s'envolant vers les constellations est un tableau réalisé par le peintre espagnol Joan Miró le 19 janvier 1974. Cette toile exécutée à la peinture acrylique se compose à partir de coulures colorées et de mains positives noires. Elle est conservée à la fondation Joan-Miró, à Barcelone.